# Main Point-Davidsville
Main Point-Davidsville is een local service district (LSD) op het eiland Newfoundland in de Canadese provincie Newfoundland en Labrador.

## Geografie
Het in 1984 opgerichte local service district Main Point-Davidsville bevindt zich aan de oostelijke oever van Gander Bay, een baai aan de noordkust van Newfoundland. Het LSD bestaat uit het zuidelijke dorp Main Point en het noordelijke dorp Davidsville. Beide plaatsen zijn gelegen aan provinciale route 332.
Main Point-Davidsville ligt zo'n 5 km ten zuiden van Beaver Cove en zo'n 5 km ten noordoosten van Harris Point.

## Demografie
De designated place Main Point-Davidsville kent de laatste decennia demografisch gezien een dalende trend. Tussen 1991 en 2016 daalde de bevolkingsomvang van 452 naar 302, wat neerkomt op een daling van 150 inwoners (-33,2%) in 25 jaar tijd.
- Bron: Statistics Canada (1991–1996[4], 2001–2006[5], 2011–2016[6])

### Taal
In 2016 had ruim 98% van de inwoners er het Engels als moedertaal, de overige vijf inwoners hadden het Frans als moedertaal. Alle inwoners van Main Point-Davidsville waren het Engels machtig, met daarnaast tien onder hen die ook de Franse taal konden spreken.